# Municipio de Green (condado de Fayette)
El municipio de Green (en inglés: Green Township) es un municipio ubicado en el condado de Fayette en el estado estadounidense de Ohio. En el año 2010 tenía una población de 532 habitantes y una densidad poblacional de 9,31 personas por km².

## Geografía
El municipio de Green se encuentra ubicado en las coordenadas 39°24′40″N 83°31′40″O / 39.41111, -83.52778. Según la Oficina del Censo de los Estados Unidos, el municipio tiene una superficie total de 57.14 km², de la cual 57,14 km² corresponden a tierra firme y (0 %) 0 km² es agua.

## Demografía
Según el censo de 2010, había 532 personas residiendo en el municipio de Green. La densidad de población era de 9,31 hab./km². De los 532 habitantes, el municipio de Green estaba compuesto por el 96,8 % blancos, el 1,13 % eran afroamericanos y el 2,07 % eran de una mezcla de razas. Del total de la población el 0 % eran hispanos o latinos de cualquier raza.